# Lista chorążych reprezentacji Rosji na igrzyskach olimpijskich

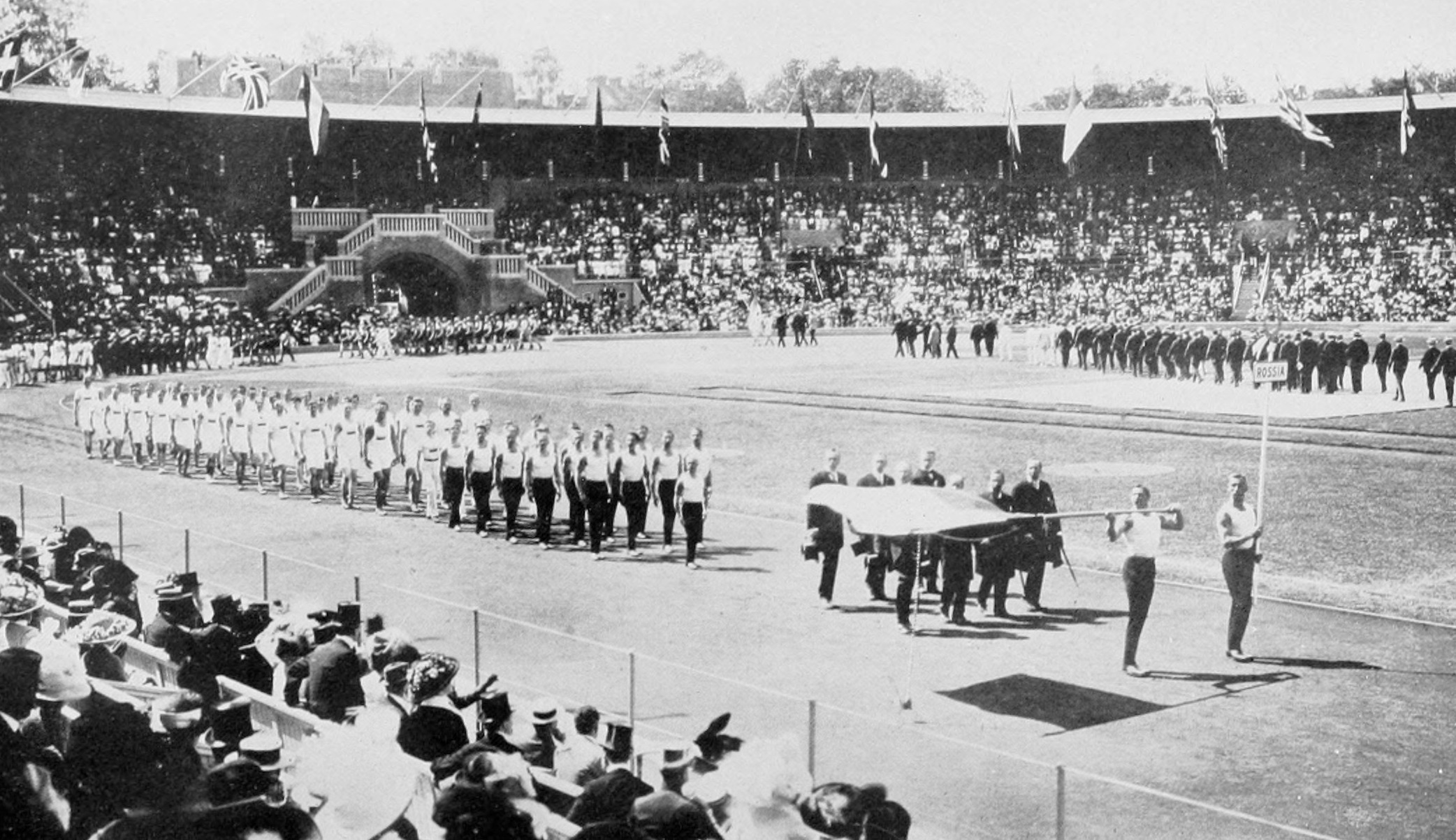
Imperium Rosyjskie na Letnich Igrzyskach Olimpijskich 1912

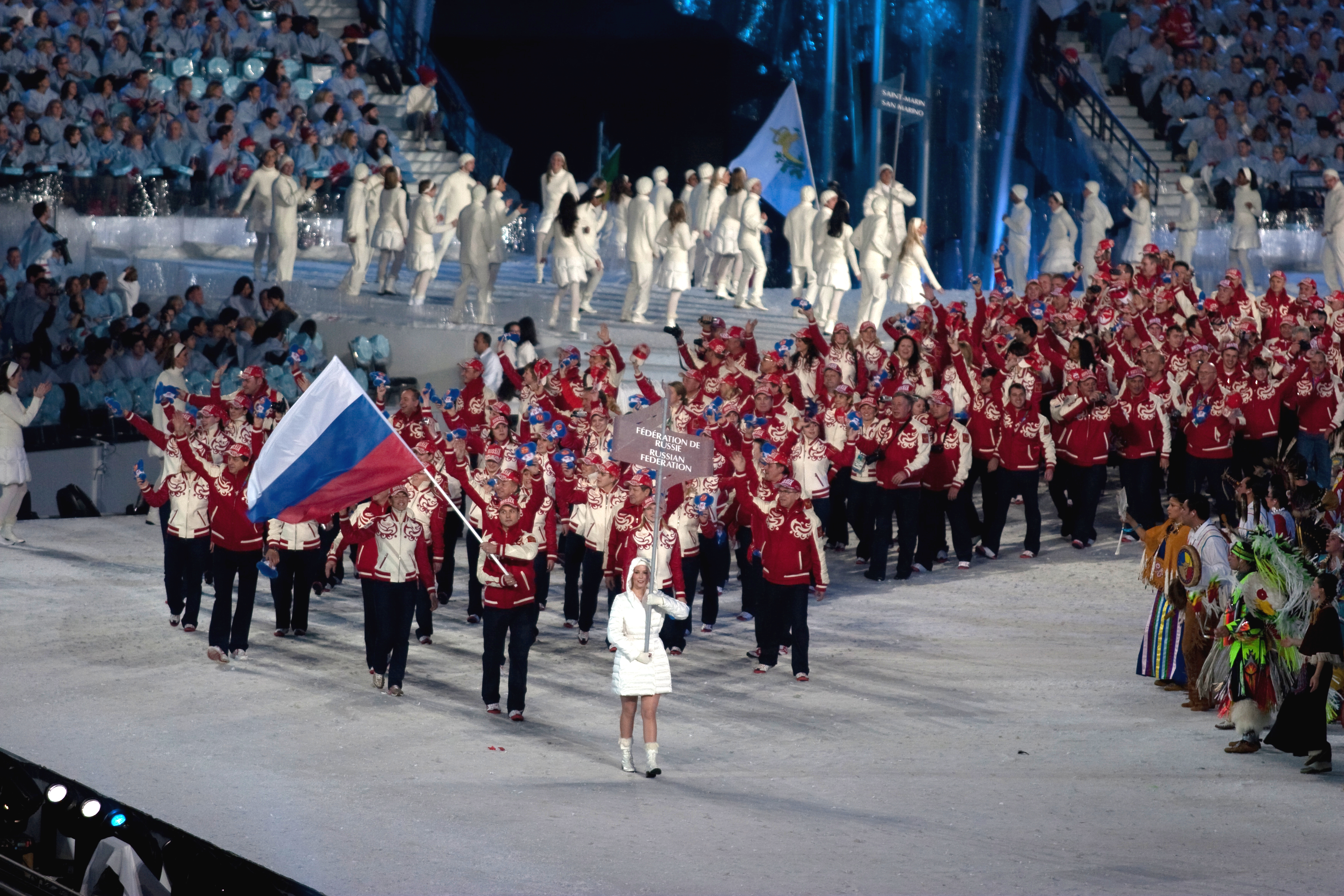
Rosja na Zimowych Igrzyskach Olimpijskich 2010

Lista chorążych reprezentacji Rosji na igrzyskach olimpijskich – lista zawodników i zawodniczek reprezentacji Rosji, którzy podczas ceremonii otwarcia nowożytnych igrzysk olimpijskich nieśli flagę narodową.

## Chronologiczna lista chorążych
| Lp. | Rok i miejsce        | Chorąży             | Dyscyplina          |
| --- | -------------------- | ------------------- | ------------------- |
| 1   | 1900, Paryż          | b.d.                |                     |
| 2   | 1908, Londyn         | b.d.                |                     |
| 3   | 1912, Sztokholm      | M.E. Rayevsky       |                     |
| 4   | 1924, Paryż          | b.d.                |                     |
| 5   | 1994, Lillehammer    | Siergiej Czepikow   | Biathlon            |
| 6   | 1996, Atlanta        | Aleksandr Karielin  | Zapasy              |
| 7   | 1998, Nagano         | Aleksiej Prokurorow | Biegi narciarskie   |
| 8   | 2000, Sydney         | Andriej Ławrow      | Piłka ręczna        |
| 9   | 2002, Salt Lake City | Aleksiej Prokurorow | Biegi narciarskie   |
| 10  | 2004, Ateny          | Aleksandr Popow     | pływanie            |
| 11  | 2006, Turyn          | Dmitrij Dorofiejew  | Łyżwiarstwo szybkie |
| 12  | 2008, Pekin          | Andriej Kirilenko   | Koszykówka          |
| 13  | 2010, Vancouver      | Aleksiej Morozow    | Hokej na lodzie     |
| 14  | 2012, Londyn         | Marija Szarapowa    | Tenis               |
| 15  | 2014, Soczi          | Aleksandr Zubkow    | Bobsleje            |
| 16  | 2016, Rio            | Siergiej Tietiuchin | Siatkówka           |